# Tarczówki

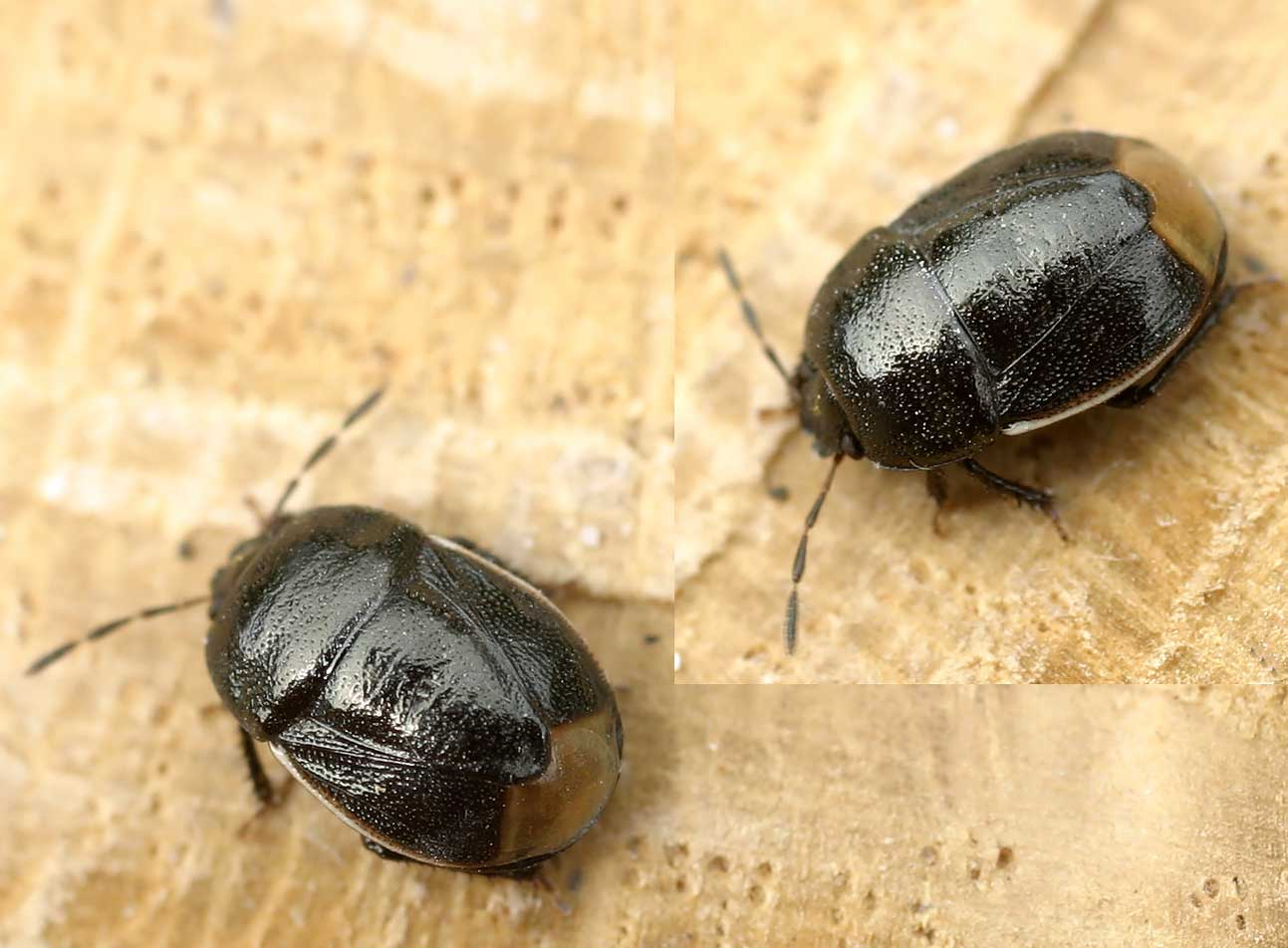
Legnotus z rodziny ziemikowatych

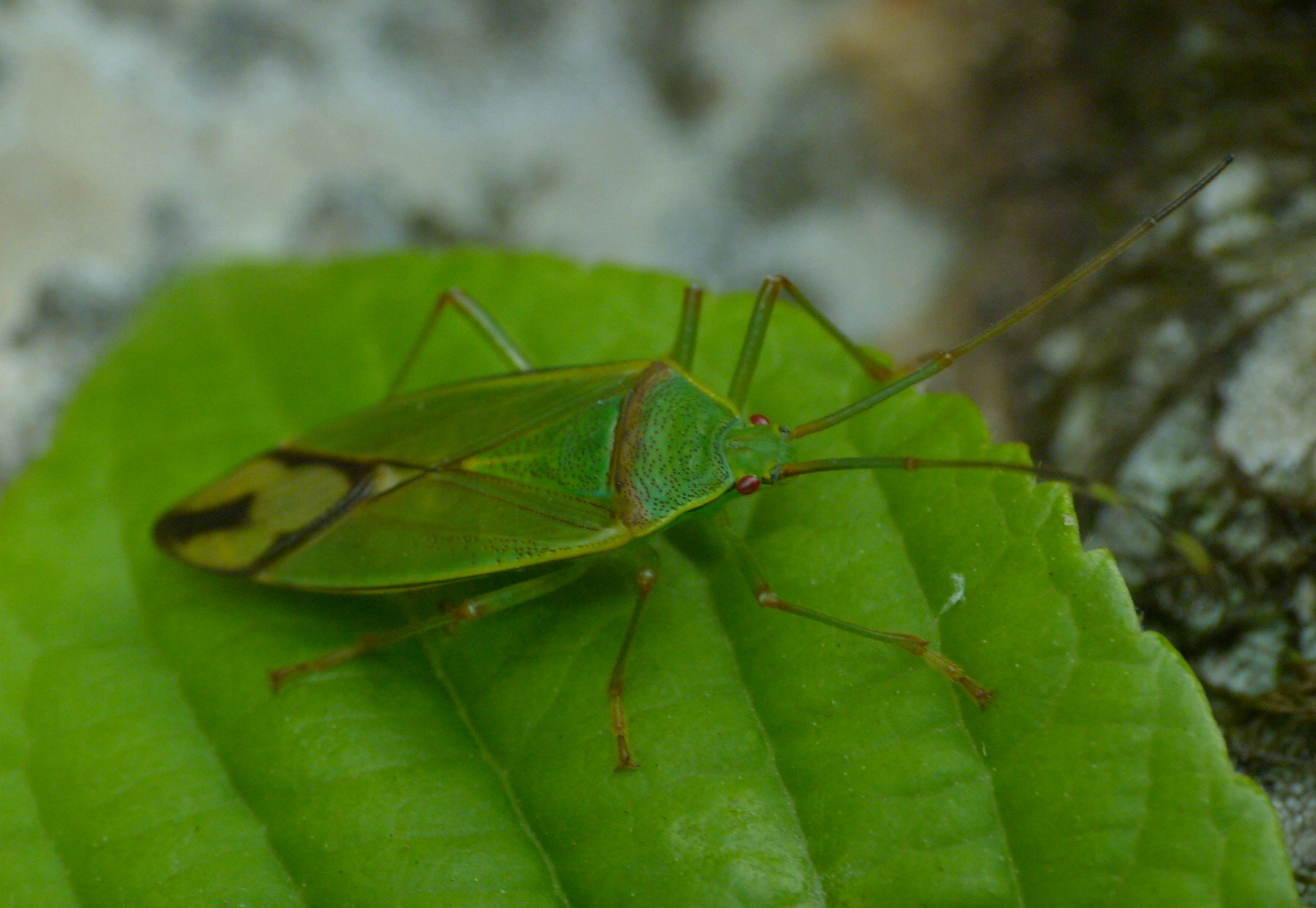
Przedstawiciel Urostylididae

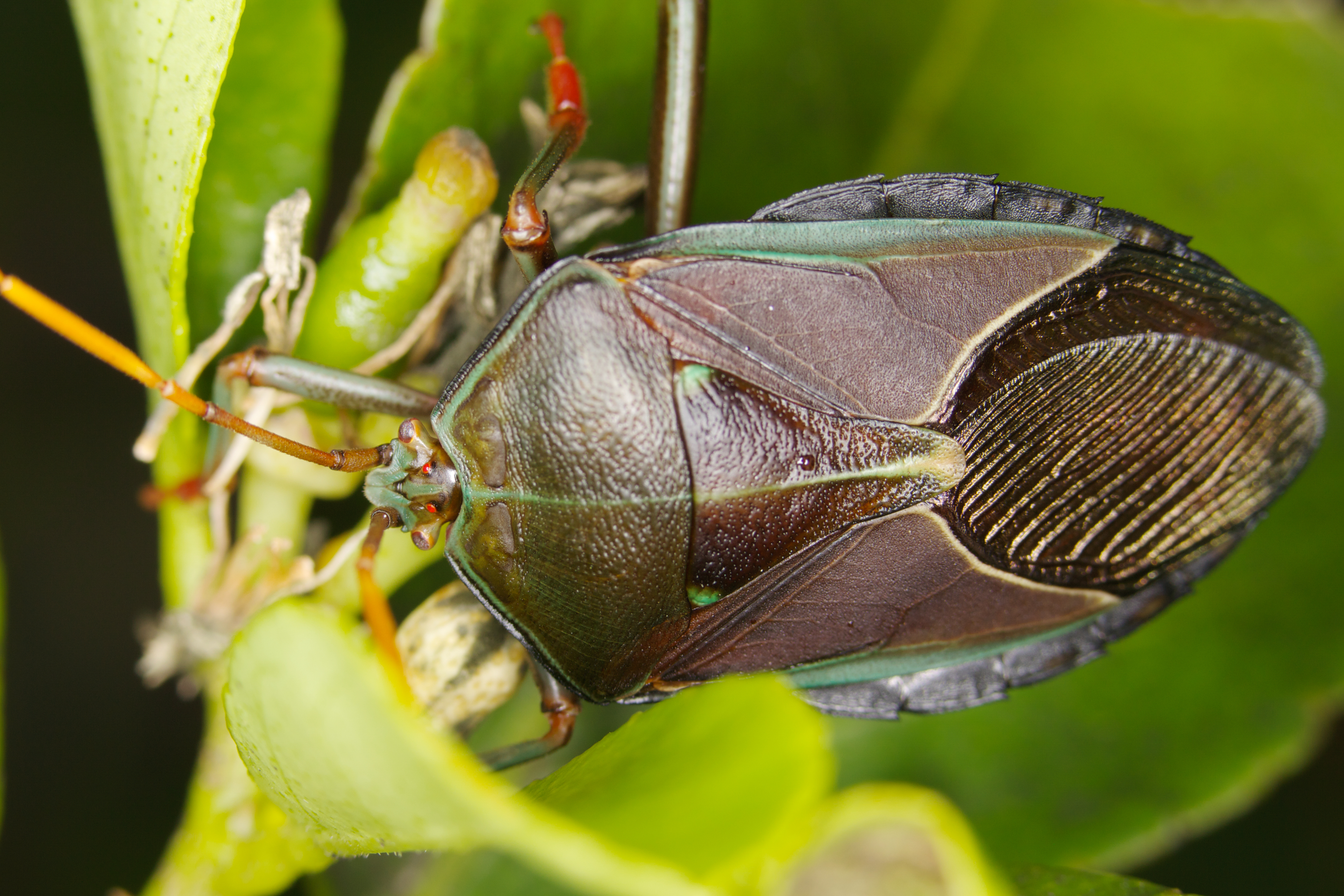
Musgraveia sulciventris z rodziny Tesseratomidae

Tarczówki (Pentatomoidea) – nadrodzina owadów z podrzędu pluskwiaków różnoskrzydłych i infrarzędu Pentatomomorpha.

## Opis
Pluskwiaki zwykle średnich rozmiarów, o rozmaitym ubarwieniu: od jednolitego do kontrastująco wielobarwnego. Ciało najczęściej jest w obrysie silnie jajowate i niewiele dłuższe niż szerokie, jednak u Urostylididae jest ono wyraźnie wydłużone. Z kolei wśród pawężowatych, Canopidae i Megarididae ciało jest kulistawe: silnie wypukłe i o szerokości zbliżonej do długości. Badania Grazii i innych pozwoliły rozpoznać 4 cechy wspólne dla tarczówek. Tarczka osiąga lub przekracza poprzeczną linię poprowadzoną między wierzchołkowymi kątami trzeciego segmentu odwłoka i przecinającą jego listewkę brzeżną. Łącznik między międzykrywkami jest szczątkowy, w związku z czym wierzchołki tychże leżą blisko siebie, choć nie stykają się ze sobą. Na urosternitach od drugiego do siódmego trichobotria występują w układzie 2+2 (częściej) lub 1+1. Ponadto samice charakteryzuje ósmy tergit odwłoka nakrywający dziewiąty.

## Biologia i ekologia
Przeważają fitofagi ssące, w tym głównie polifagi, rzadziej monofagi. Część fitofagów zdolna jest do fakultatywnego drapieżnictwa, w tym kanibalizmu. Całkowicie drapieżny tryb życia charakteryzuje tylko Asopinae.

## Systematyka
Do nadrodziny tej zalicza się 16 rodzin:
- Acanthosomatidae Signoret, 1863 – puklicowate
- Canopidae McAtee et Malloch, 1928
- Cydnidae Billberg, 1820 – ziemikowate
- Dinidoridae Stål, 1867
- Lestoniidae China, 1955
- Megarididae McAtee et Malloch, 1928
- Parastrachiidae Oshanin, 1922
- Pentatomidae Leach, 1815 – tarczówkowate
- Phloeidae Dallas, 1851
- Plataspididae Dallas, 1851 – pawężowate
- Saileriolidae
- Scutelleridae Leach, 1815 – żółwinkowate
- Tesseratomidae Stål, 1864
- Thaumastellidae
- Thyreocoridae Amyot et Audinet-Serville, 1843
- Urostylididae Dallas, 1851

Badania filogenetyczne Grazii i innych z 2008 roku wskazują, że pozycję bazalną wśród tarczówek zajmują Urostylididae, a pozycję bazalną względem wszystkich tarczówek z wyjątkiem Urostylididae zajmują Saileriolidae. Z kolei najbardziej zaawansowane ewolucyjnie są tarczówkowate.